# Bezange-la-Petite

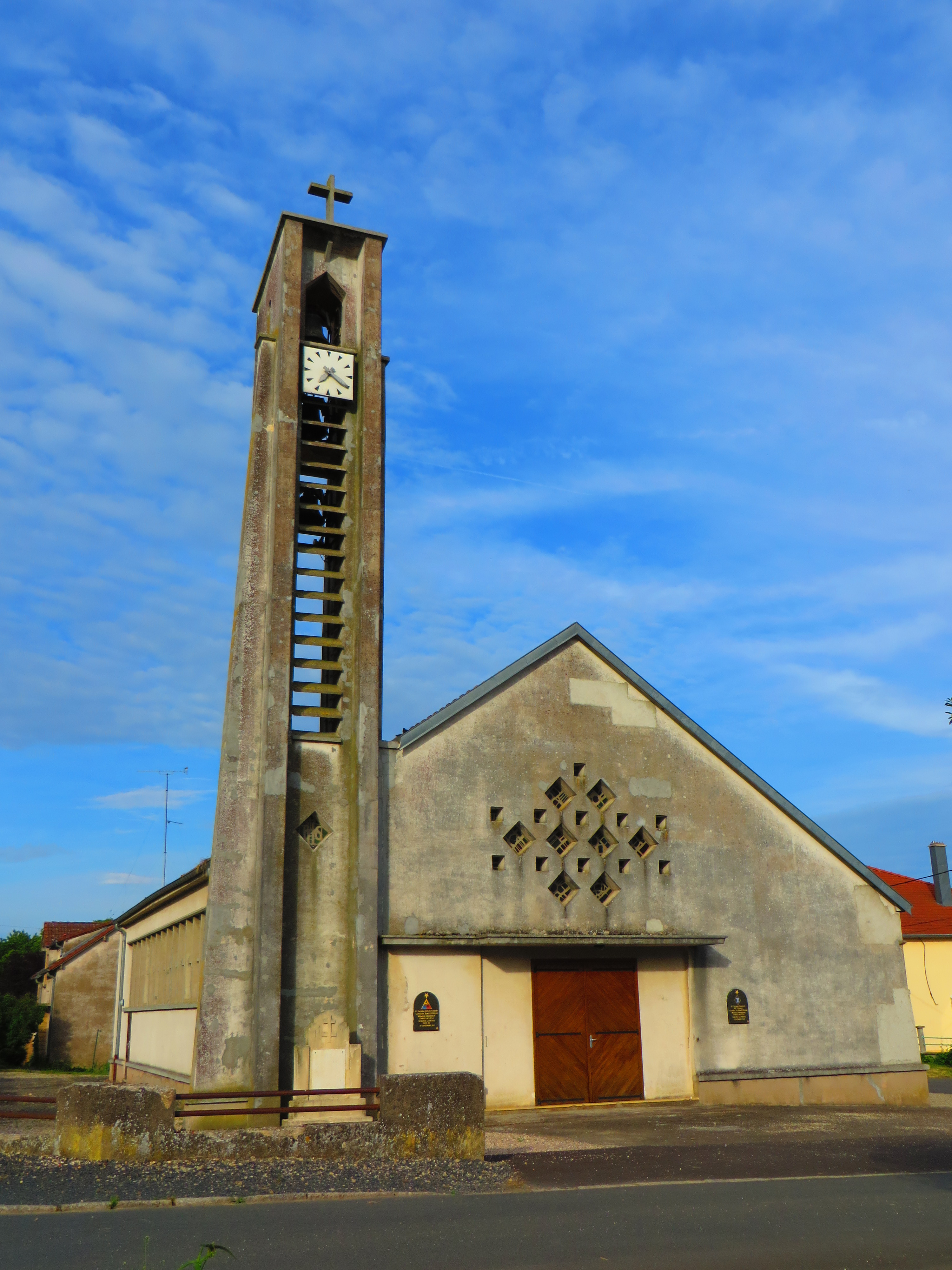
Kirche St. Bartholomäus

Bezange-la-Petite (deutsch Kleinbessingen oder Klein Bessingen, früher Semi-Bazange, Bisingen) ist eine französische Gemeinde mit 94 Einwohnern (Stand 1. Januar 2022) im Département Moselle in der Region Grand Est (bis 2015 Lothringen). Sie gehört zum Arrondissement Sarrebourg-Château-Salins, zum Kanton Le Saulnois und zum Kommunalverband Saulnois.

## Geographie
Bezange-la-Petite liegt in Lothringen, 63 Kilometer südöstlich von Metz, 17 Kilometer südöstlich von Château-Salins und neun Kilometer südöstlich von Vic-sur-Seille (Vic an der Seille) im Saulnois (Salzgau), am St.-Peter-Bach, auf einer Höhe zwischen 209 und 290 Metern über dem Meeresspiegel und umfasst 7,88 Quadratkilometer.

## Geschichte
Die Ortschaft gehörte früher zum Bistum Metz.
Der Ort wurde 699 erstmals urkundlich als Bisariga und Bisanga erwähnt. 912 wurde das Dorf im Kopialbuch der Reichsabtei St. Maximin in Trier ebenfalls Bisanga genannt. 1188 wurde es als Allodium de Besangis und 1267 als Bizainges-de-lez-Ranzia im Kopialbuch der Abtei Beaupré in Moncel-lès-Lunéville erwähnt. Im Jahr 1259 kam es als Saint-Memin-Buzange vor, wobei Saint-Memin eine Kurzform für Saint-Maximin ist. 1393 hieß es Semi-Besainge, 1461 Semibesenge und 1554 Semibesanges. 1676 wird der Ortsname erstmals mit dem Zusatz „klein“ (franz. petit) genannt, als Parva Bisangia wird es in einer Urkunde des Klosters Bosserville bezeichnet (lat. parva  bedeutet „klein“).
Die Ortschaft gehörte im Mittelalter zur Kastellanei von Vic-sur-Seille, die wiederum im Besitz des Bistums Metz war, das zum Bistum Trier gehörte. Außerdem gehörte Bezange-la-Petite zur Baronie von Viviers, die ein Teil der Grafschaft Salm war, die 1593 an das Herzogtum Lothringen abgegeben wurde. Das Dorf zählte zu dem restlichen Teil des lothringischen Gebiets des Heiligen Römischen Reichs, der bisher noch nicht von Frankreich besetzt und annektiert worden war und der 1766 nun im Zusammenhang mit dem Frieden von Wien 1738 durch einen Gebietsschacher Frankreich einverleibt wurde. 1793 erhielt die Ortschaft als Bezange Petite im Zuge der Französischen Revolution (1789–1799) den Status einer Gemeinde und 1801 als La Petite-Bezange das Recht auf kommunale Selbstverwaltung.
Durch den Frankfurter Frieden vom 10. Mai 1871 kam die Region an das deutsche Reichsland Elsaß-Lothringen, und das Dorf wurde dem Kreis Château-Salins im Bezirk Lothringen zugeordnet. Die Dorfbewohner betrieben Getreide-, Obst-, Gemüse- und Weinbau; am Ort gab es eine Mühle.
Nach dem Ersten Weltkrieg musste die Region aufgrund der Bestimmungen des Versailler Vertrags 1919 an Frankreich abgetreten werden und wurde Teil des Département Moselle.
Im Zweiten Weltkrieg war die Region von der deutschen Wehrmacht besetzt. Gegen Kriegsende wurden Teile der Ortschaft durch Kampfhandlungen zerstört.

### Bevölkerungsentwicklung
| Jahr      | 1962 | 1968 | 1975 | 1982 | 1990 | 1999 | 2007 | 2019 |
| Einwohner | 135  | 136  | 120  | 111  | 87   | 100  | 92   | 97   |

## Wappen
Das Wappen der Gemeinde zeigt auf der linken Seite golden mit einem schwarzen Bären, der ein rotes Halsband trägt, zur Erinnerung an die Reichsabtei St. Maximin, deren Wappen in der Mitte einen goldenen Schild mit einem schwarzen Bären trägt. Auf der rechten Seite ist die Hälfte eines roten Schildes mit zwei silbernen Lachsen und vier silbernen Kreuzchen dargestellt, die dem Wappen von Obersalm entsprechen.